# Без трага
Без трага (енгл. Without a Trace) коју је створио Хенк Стајнберг за CBS. Приказивана је од 26. септембра 2002. до 19. маја 2009. године, а састоји се од седам сезона и укупно 160 епизода. Прати случајеве Одељења за нестала лица Федералног истражног бироа (ФБИ) у Њујорку.

## Радња
Виши агент Џек Малон, строг, али саосећајан, предводи предану екипу знајући да се, кад неко нестане, ради о секундама. Његови сарадници су: Сем Спејд, атрактивна плавуша чији је добар изглед у кораку с комплексним приступом раду; Вив Џонсон, истражитељка с посебним осећајем за зближавање с породицама несталих; Дени Тејлор, чија је осећајност надопуњена животном школом; чистунац Мартин Фитџералд, који се екипи придружио захваљујући очевим везама, али је после доказао своју вредност; те Елена Делгадо, бивша полицајка која је притекла упомоћ Џеку и колегама кад им је то било најпотребније. Ствари ретко теку према очекивањима, а док агенти раде на тешким случајевима, све више откривају и детаље из свог приватног живота.

## Улоге
| Глумац             | Улога            |
| ------------------ | ---------------- |
| Ентони Лапаља      | Џек Малон        |
| Попи Монтгомери    | Саманта Спејд    |
| Меријен Жан Батист | Вивијен Џонсон   |
| Енрике Мурсијано   | Дени Тејлор      |
| Розлин Санчез      | Елена Делгадо    |
| Ерик Клоус         | Мартин Фицџералд |

## Епизоде
| Сезона | Сезона | Епизоде | Епизоде | Оригинално емитовање | Оригинално емитовање |
| Сезона | Сезона | Епизоде | Епизоде | Премијера            | Финале               |
| ------ | ------ | ------- | ------- | -------------------- | -------------------- |
|        | 1.     | 23      | 23      | 26. септембар 2002.  | 15. мај 2003.        |
|        | 2.     | 24      | 24      | 25. септембар 2003.  | 20. мај 2004.        |
|        | 3.     | 23      | 23      | 23. септембар 2004.  | 19. мај 2005.        |
|        | 4.     | 24      | 24      | 29. септембар 2005.  | 18. мај 2006.        |
|        | 5.     | 24      | 24      | 24. септембар 2006.  | 10. мај 2007.        |
|        | 6.     | 18      | 18      | 27. септембар 2007.  | 15. мај 2008.        |
|        | 7.     | 24      | 24      | 23. септембар 2008.  | 19. мај 2009.        |